# Марко Курц
Марко Курц (на немски: Marco Kurz, роден на 16 май 1969 в Щутгарт) е бивш германски футболист и настоящ футболен треньор.

## Кариера
Марко Курц започва професионалната си кариера през 1989 г. в Щутгарт. След само една година при „швабите“ той преминава при „франките“ от Нюрнберг. След изпадането на клуба през 1994 г. Курц отива в Борусия Дортмунд, където под ръководството на Отмар Хитцфелд става шампион на Германия през 1995 г.
След този успех защитникът е продаден на местните съперници Шалке 04, където печели Купата на УЕФА през 1997 г. с треньор Хууб Стевенс. От 1998 г. до 2004 г. Марко Курц е играч на 1860 Мюнхен. През последната година от престоя си в столицата на Бавария, Курц изпада с „лъвовете“ във втора дивизия.
През зимната пауза на сезона 2004/05 Курц отива в Пфулендорф, състезаващ се в третодивизионната Регионална лига Юг. Малко по-късно след това той е назначен за играещ треньор, като под негово ръководство баденския отбор остава в групата. От сезон 2005/06 Курц прекратява кариерата си на футболист и се съсредоточава върху треньорските си задължения. През май 2006 г. се завръща при „мюнхенските лъвове“, като тренира втория отбор на 1860 Мюнхен, играещ в Регионална лига Юг.
През следващата година Курц е повишен в наставник на първия отбор на 1860 Мюнхен, след като австриецът Валтер Шахнер е уволнен от поста на старши треньор през март 2007 г. Под ръководството на Курц 1860 Мюнхен постига едва 18 победи от 63 мача. Причините за това неубедително представяне специалистите търсят в лошото финансово състояние на клуба, в резултат на което треньорският щаб е принуден да работи предимно с юноши от школата на отбора. На 24 февруари 2009 г. Курц е освободен от поста си.
От 18 юни 2009 г. Курц тренира втородивизионния германски Кайзерслаутерн, където подписва договор за две години.